# Rõuge Valgjärv
Rõuge Valgjärv (est. Valgjärv (Rõuge Valgjärv, Jaanipeebu järv)) – jezioro w Estonii, w prowincji Võrumaa, w gminie Rõuge. Należy do pojezierza Haanja (est. Hannja järved). Położone jest w obszarze miasta Rõuge. Ma powierzchnię 5,3ha linię brzegową o długości 1200 m, długość 375 m i szerokość 140 m. Przepływa przez nie rzeka Rõuge jõgi. Sąsiaduje m.in. z jeziorami Kaussjärv, Rõuge Suurjärv, Rõuge Liinjärv, Rõuge Ratasjärv, Tõugjärv, Kahrila. Położone jest na terenie obszaru chronionego krajobrazu Haanja (est. Haanja looduspark).